# 斯塔鎮區 (密歇根州)
卡斯特鎮區（英語：Star Township）是位於美國密歇根州安特里姆縣的一個行政鎮區。

## 地方資料
卡斯特鎮區的面積為89.30平方千米，當中陸地面積為89.10平方千米，而水域面積為0.20平方千米。根據2020年美國人口普查的數據，當地共有人口1028人，而人口密度為每平方千米11.51人。